# Număr centrat hexagonal

Un număr centrat hexagonal sau număr hex este un număr figurativ centrat care reprezintă un hexagon în plan cu un punct în centru și toate celelalte puncte care înconjoară centrul în straturi hexagonale succesive. Numărul centrat hexagonal pentru n este dat de formula
{\displaystyle n^{3}-(n-1)^{3}=3n(n-1)+1.\,}
Primele 4 numere centrate triunghiulare se pot calcula și reprezenta astfel.
| 1  |  | 7                         |  | 19                                                                        |  | 37 |
| -- |  | ------------------------- |  | ------------------------------------------------------------------------- |  | --- |
| +1 |  | +6                        |  | +12                                                                       |  | +18 |
| *  |  | * · * · * · * · * · * · * |  | * · * · * · * · * · * · * · * · * · * · * · * · * · * · * · * · * · * · * |  | * · * · * · * · * · * · * · * · * · * · * · * · * · * · * · * · * · * · * · * · * · * · * · * · * · * · * · * · * · * · * · * · * · * · * · * · * |
Exprimând formula ca
{\displaystyle 1+6\left({\frac {n(n-1)}{2}}\right)}
rezultă că numărul centrat hexagonal pentru n este de 1 plus 6(n - 1) ori al (n − 1)-lea număr triunghiular.
Primele câteva numere centrate hexagonale sunt:
1, 7, 19, 37, 61, 91, 127, 169, 217, 271, 331, 397, 469, 547, 631, 721, 817, 919.
Numerele hexagonale nu trebuie confundate cu numerele centrate hexagonale. Pentru a se evita ambiguitatea, numerele hexagonale sunt uneori numite „numere hexagonale pe colț”.